# Getto w Legionowie
Getto w Legionowie – utworzone w Legionowie w dzielnicy Ludwisin przez okupanta niemieckiego 15 listopada 1940 i istniejące do października 1942 getto dla Żydów. Zgromadzono w nim między 2500 a 3000 osób, które wymordowano na miejscu, w okolicy lub – w największej liczbie – w obozie zagłady w Treblince.

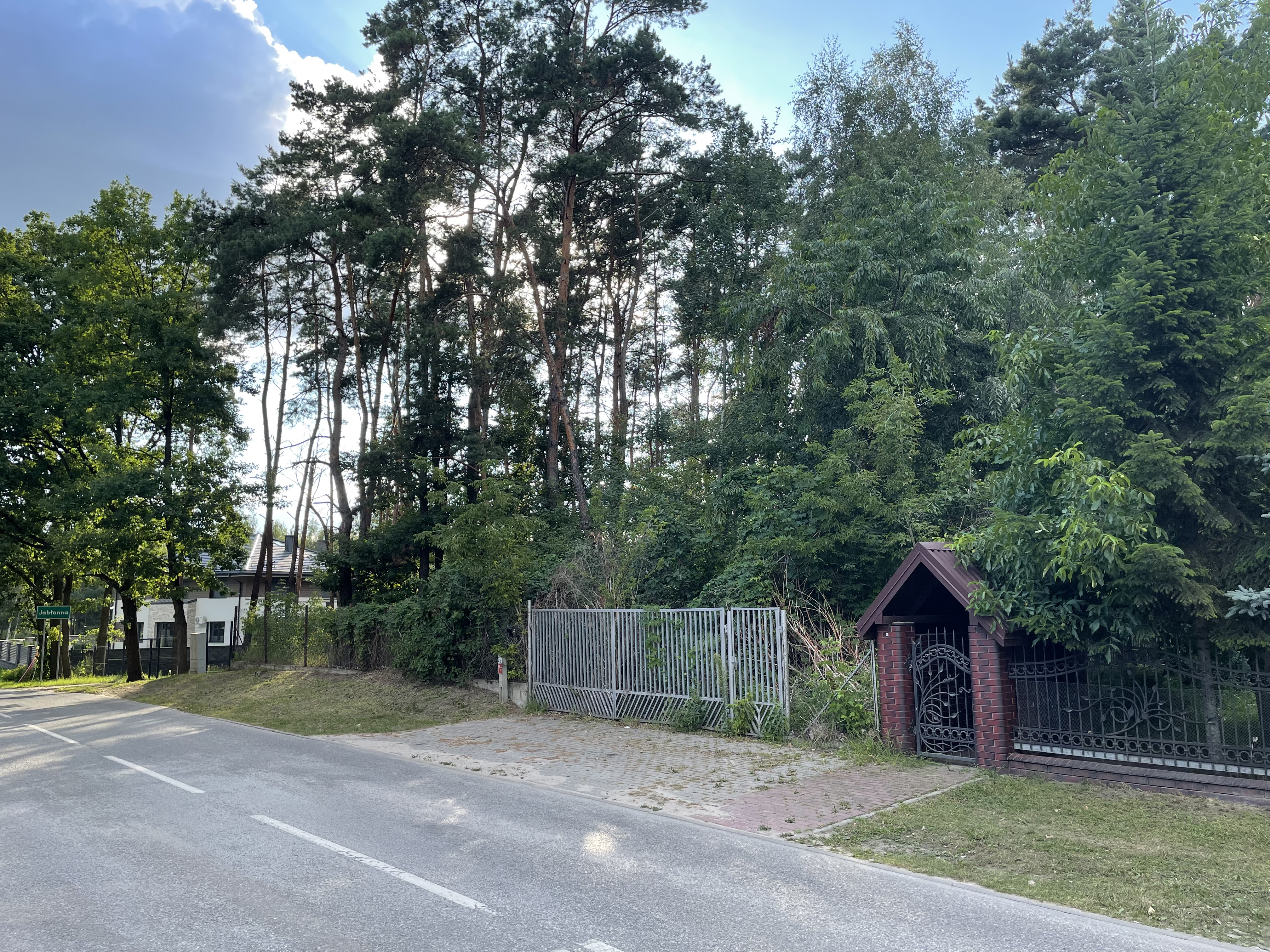
Teren dawnego cmentarza żydowskiego utworzonego w getcie w Legionowie na posesji przy ul. Parkowej 68

## Historia
Getto zostało utworzone na podstawie zarządzenia niemieckich władz okupacyjnych 15 listopada 1940 na obszarze legionowskiej dzielnicy Ludwisin. Jego granice wyznaczały ulice (nazewnictwo obecne): Sobieskiego, Mieszka I, Prymasowskiej, Kozietulskiego, Pomorskiej i Zygmuntowskiej. Obszar getta miał powierzchnię 6 km².
W getcie umieszczono żydowskich mieszkańców Legionowa, Łomianek, Nieporętu, Jabłonny, Zegrza, Serocka, Nowego Dworu Mazowieckiego, Żuromina, Rypina i Sierpca. Szacuje się, że znalazło się w nim między 2500 a 3000 osób. Obowiązywał zakaz opuszczania terenu getta pod rygorem kary śmierci. Ludność nieżydowska miała z kolei zakaz wstępu do getta.
Mieszkańcy getta podlegali ustawicznym represjom ze strony Niemców, w tym poniżaniu, biciu, okradaniu. Na porządku dziennym było mordowanie Żydów. W maltretowaniu mieszkańców uczestniczyli także niektórzy polscy policjanci (tzw. „granatowi”). W getcie działała Żydowska Służba Porządkowa, zwana potocznie „policją  żydowską” (w 1942 ok. 40 funkcjonariuszy).
Na terenie getta działała powołana przez Niemców Rada Żydowska (Judenrat), której przewodniczącym został Jechiel Rosenberg. Judenrat miał siedzibę przy ul. Chrobrego 77. Do zadań Judenratu należało m.in. codzienne dostarczanie władzom niemieckim żydowskich robotników, zarówno na potrzeby obozu pracy przymusowej znajdującego się w ramach getta, jak i obozu pracy w Piekiełku.
Akcję likwidacji getta rozpoczęto 3 października 1942. Przeprowadzały ją oddziały policji niemieckiej i granatowej pod dowództwem gestapowca SS-Untersturmführera Karla Georga Brandta (1898–1945), kierownika referatu IVB-4 w urzędzie Komendanta Policji Bezpieczeństwa i SD w dystrykcie warszawskim. Ponieważ polski policjant Jagodziński z komisariatu w Legionowie uprzedził kilka rodzin żydowskich o niemieckich planach deportacji Żydów z Legionowa w nocy z 2 na 3 października z getta uciekła pewna liczba mieszkańców i rozpierzchła się po okolicy. W toku brutalnej akcji usuwania Żydów z miasta dokonano licznych mordów, w tym morderstw kobiet i dzieci. Deportowane osoby wywieziono przez Strugę do Radzymina, a następnie na śmierć w obozie zagłady w Treblince. Przyjmuje się, że z getta legionowskiego do obozu w Treblince trafiło 1500 osób.
Po zakończeniu akcji deportacyjnej w Legionowie i w jego okolicach policja niemiecka i polska, także przy pomocy nieżydowskich mieszkańców, wyłapywała ukrywających się Żydów. Część pochwyconych osób zabijano na miejscu.
Na terenie getta powstał cmentarz dla jego mieszkańców. Część Żydów zmarłych lub zamordowanych w getcie chowano także w innych miejscach na jego terenie, m.in. „w rowie melioracyjnym biegnących do Jabłonny i w dołach wykopanych w pobliskim zagajniku”.
Mienie pozostawione przez Żydów stało się przedmiotem grabieży ze strony Niemców, niektórych polskich policjantów i części miejscowej ludności.
Zdarzały się wypadki ofiarnej pomocy Żydom uciekającym z getta w Legionowie. Za ukrywanie takich osób z narażeniem życia tytuł Sprawiedliwy wśród Narodów Świata otrzymali Polacy m.in.: Wojsław Bielicki, Apolonia Gorzkowska-Nikodemska, Maria Kiersztyn, Wojsław Bielicki, Zofia i Witold Lisowcy (matka i syn) 79, a także Olga Maria Jagiełłowicz i jej córka Danuta Szklarek. Historyk Jacek Emil Szczepański ustalił, że mieszkańcy Legionowa uratowali przed Niemcami ponad 40 Żydów.